# أورميا
أورميا هي محافظة (بلدية) في مقاطعة كينيو في منطقة بيدمونت الإيطالية ، اذ تقع على بعد حوالي 100 كيلومتر (62 ميل) جنوب تورينو، و على بعد حوالي 40 كيلومتر (25 ميل) جنوب شرق كونيو.
قد تقع أورميا على حدود البلديات التالية: ألتو، أرمو، بريجا ألتا كابراونا، كوزيو دي أروسيا، فرابوزا سوبرانا، غاريسيو، ماجليانو ألبي، ناسينو، بورناسيو، روبورينت، روكافورتي موندوفي.